# Bupleurum ghahremanii
Bupleurum ghahremanii är en flockblommig växtart som beskrevs av Mozaff. Bupleurum ghahremanii ingår i släktet harörter, och familjen flockblommiga växter. Inga underarter finns listade i Catalogue of Life.